# 24663 Philae
24663 Philae è un asteroide della fascia principale. Scoperto nel 1988, presenta un'orbita caratterizzata da un semiasse maggiore pari a 2,2918707 UA e da un'eccentricità di 0,1670383, inclinata di 4,56788° rispetto all'eclittica.